# Vespula
Vespula là một  chi tò vò thuộc họ Vespidae phân bố rộng rãi ở Bắc bán cầu.

## Loài
- Vespula acadica (Sladen, 1918) –[1]
- Vespula alascensis Packard, 1870[2]
- Vespula arisana (Sonan, 1929)
- Vespula atropilosa (Sladen, 1918)[1]
- Vespula austriaca (Panzer, 1799)
- Vespula consobrina (Saussure, 1854)[1]
- Vespula flaviceps (Smith, 1870)
- Vespula flavopilosa Jakobson, 1978[1]
- Vespula germanica (Fabricius, 1793) – chaqueta amarilla[1]
- Vespula inexspectata Eck, 1991
- Vespula infernalis (de Saussure, 1854)[1]
- Vespula ingrica Birula, 1931
- Vespula intermedia (du Buysson, 1904–05)[1]
- Vespula kingdonwardi Archer, 1981
- Vespula koreensis (Rad., 1887)
- Vespula maculifrons (Buysson, 1905)
- Vespula nursei Archer, 1981
- Vespula orbata (Buysson 1902)
- Vespula pensylvanica (Saussure, 1857)[1]
- Vespula rufa (Linnaeus, 1758)
- Vespula rufosignata Eck, 1998
- Vespula shidai Ish., Yam., Wagn., 1980
- Vespula squamosa (Drury, 1770)
- Vespula structor (Smith, 1870)
- Vespula sulphurea (Saussure, 1854)[1]
- Vespula vidua (de Saussure, 1854)[1]
- Vespula vulgaris (Linnaeus, 1758)

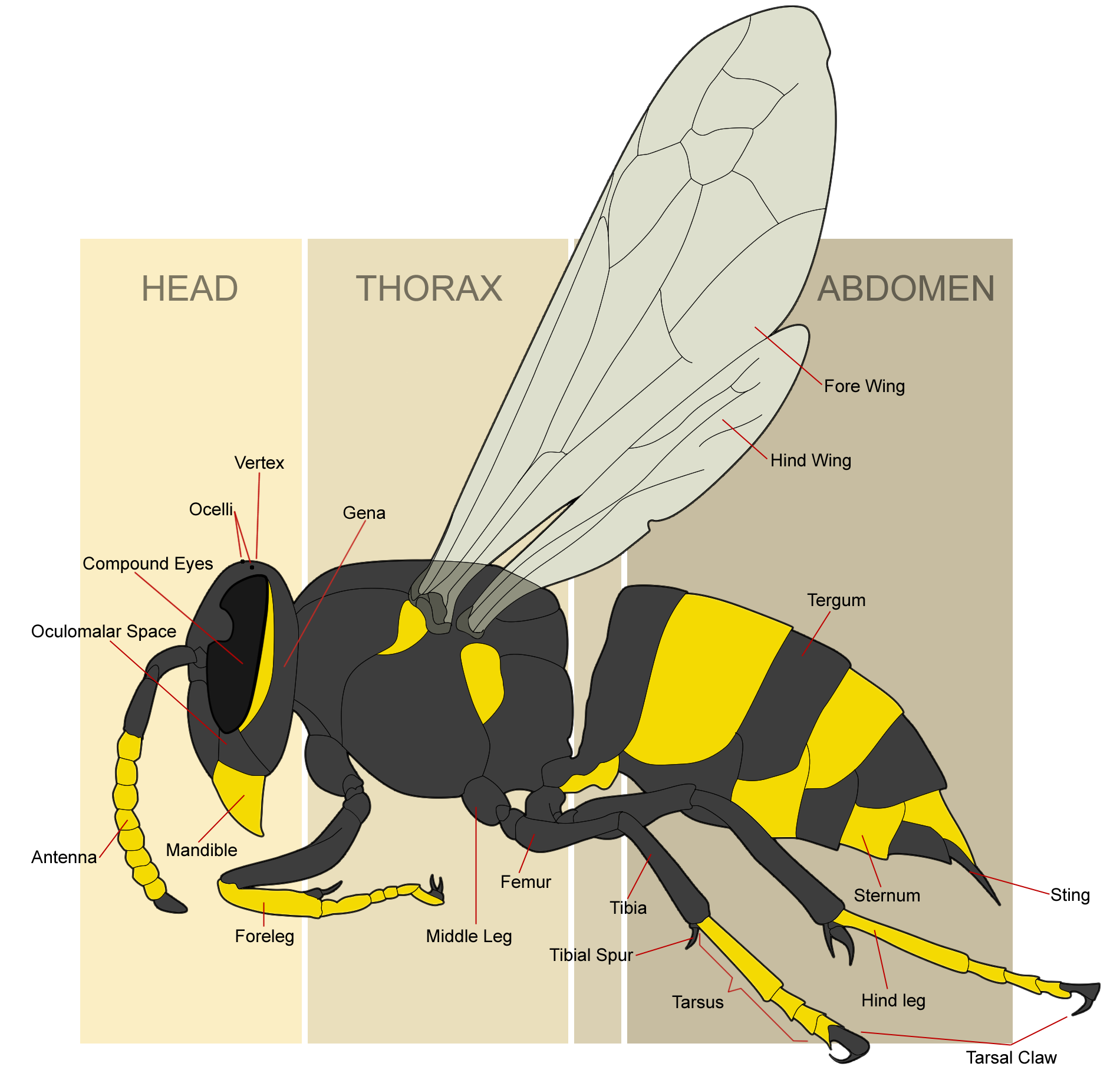
Giải phẫu
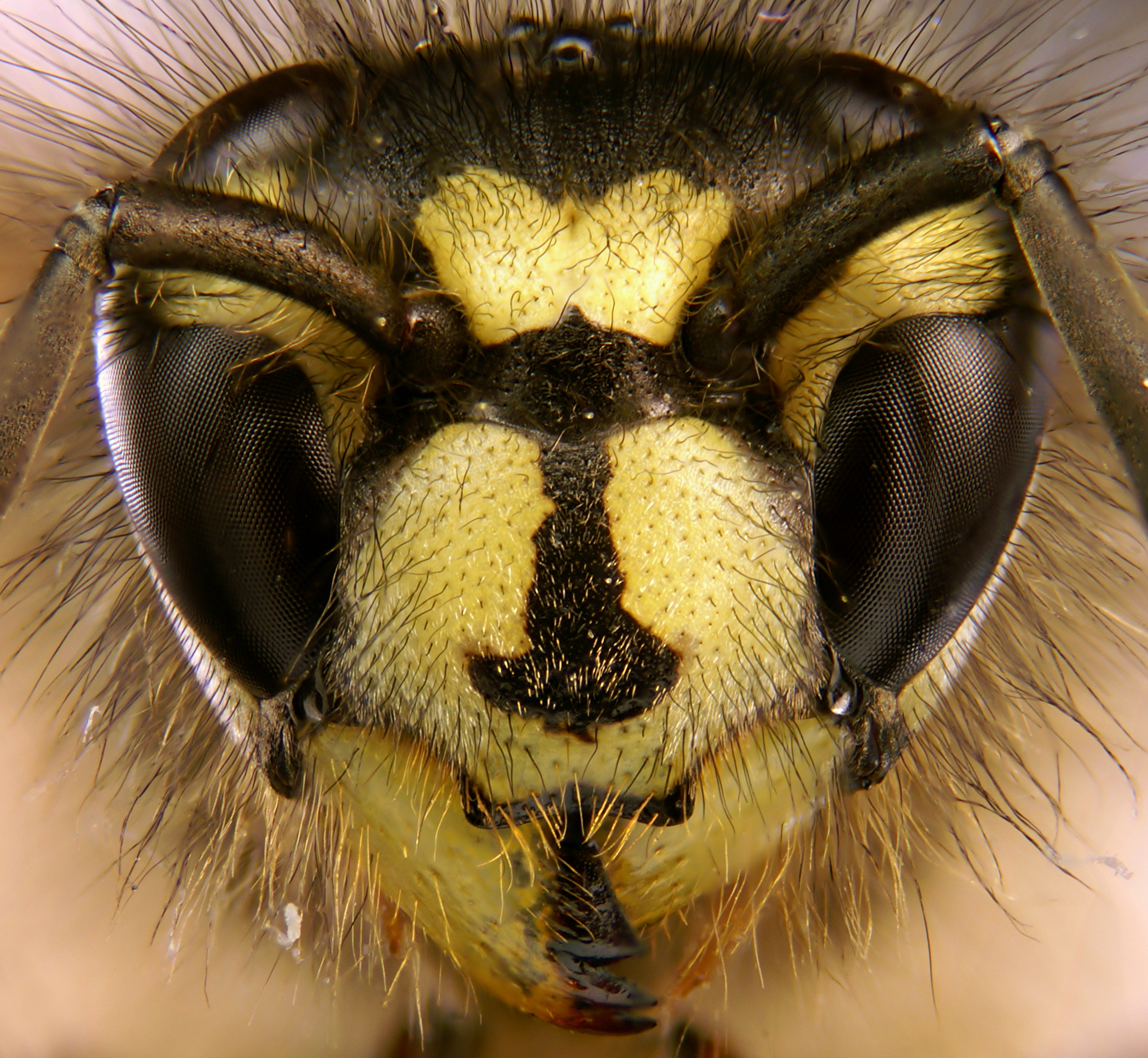
Vespula vulgaris.